# Miriam Shor

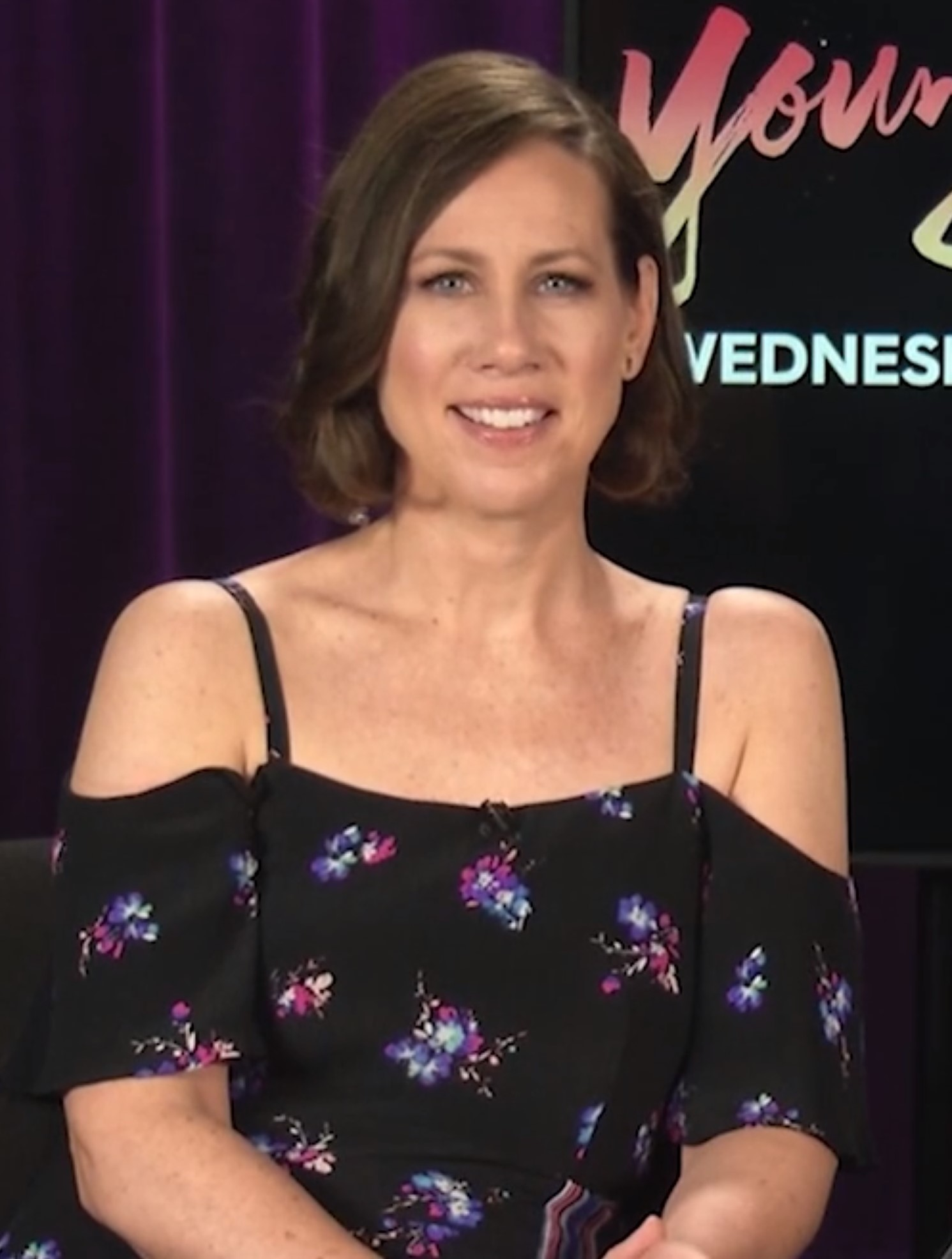
Miriam Shor

Miriam Shor (Minneapolis, 25 de Julho de 1971) é uma atriz estadunidense, célebre por seu trabalho na série Big Day. Shor participou também de filmes como Hedwig and the Angry Inch e Shortbus, além da produção original para o teatro do primeiro. Na universidade de Michigan, participou de três peças teatrais, e em uma delas, atuou como a Virgem Maria.
Miriam é filha de pais divorciados desde os 7 anos, quando o processo foi concluído, e viveu toda a sua vida dividida entre Turim, onde morava sua mãe, e Detroit, a casa de seu pai. Formou-se em 1989 no Colegial Ferndale, depois de várias mudanças de escola ao longo da vida.

## Filmografia

### Televisão
- 2015 Younger como Diana Trout
- 2014 Jessica Jones como Alisa Jones
- 2012 The Good Wife como Mandy Post
- 2012 CGB como Cricket Caruth-Reilly
- 2012 Royal Pains como Fannie Todd
- 2011 Mildred Pierce como Anna
- 2010 Damages como Carrie Parsons
- 2009 Bored to Death como Bonnie
- 2008 Swingtown como Janet Thompson
- 2007 Damages como Carrie Parsons
- 2007 Law & Order: Criminal Intent como Rebecca
- 2006 Big Day como Becca
- 2006 My Name is Earl como Gwen Waters
- 2005 The West Wing como Christine
- 2004 Married to the Kellys como Justine
- 2003 The Dan Show como Mary Alice
- 2001 Inside Schwartz como Julie Hermann
- 2001 Deadline como Rachel Blake
- 2000 Then Came You como Cheryl
- 2000 Becker como Rosie

### Cinema
- 2023 Maestro como Cynthia O'Neal
- 2020 The Midnight Sky
- 2007 The Cake Eaters como Stephanie
- 2006 Shortbus como Cheryl
- 2005 Pizza como Vanessa
- 2004 Lbs. como Lara Griffin
- 2003 Second Born como Laura
- 2002 Set Set Spike como Mãe
- 2001 Hedwig and the Angry Inch como Yitzhak
- 2001 Let It Snow como Beth
- 2000 Bedazzled como Carol
- 1999 Flushed como Stephanie